# Alan Washbond
Alan Washbond   (comtat d'Essex, 14 d'octubre de 1899 - Plattsburgh, 30 de juliol de 1965) va ser un pilot de bobsleigh estatunidenc que va competir durant la dècada de 1930.
El 1936 va prendre part en els Jocs Olímpics de Garmisch-Partenkirchen, on guanyà la medalla d'or en la prova de bobs a 2 formant parella amb Ivan Brown.
En el seu palmarès també destaquen tres campionats d'Amèrica del Nord (1935, 1938 i 1939).